# (51663) Lovelock
Pour les articles homonymes, voir Lovelock (homonymie).
(51663) Lovelock est un astéroïde de la ceinture principale.

## Description
(51663) Lovelock est un astéroïde de la ceinture principale. Il fut découvert le 15 mai 2001 à la station Anderson Mesa par le programme LONEOS. Il présente une orbite caractérisée par un demi-grand axe de 2,25 UA, une excentricité de 0,08 et une inclinaison de 4,4° par rapport à l'écliptique.

## Compléments